# Maria da Romênia (1900–1961)
Maria da Romênia (Gota, 6 de janeiro de 1900 – Londres, 22 de junho de 1961), foi uma Princesa da Romênia, a esposa do rei Alexandre I e Rainha Consorte dos Sérvios, Croatas e Eslovenos de 1922 a 1929, e da Iugoslávia de 1929 a 1934. Era a terceira filha, segunda menina, do rei Fernando I da Romênia, e de sua esposa, a princesa Maria de Saxe-Coburgo-Gota.

## Biografia

### Primeiros anos

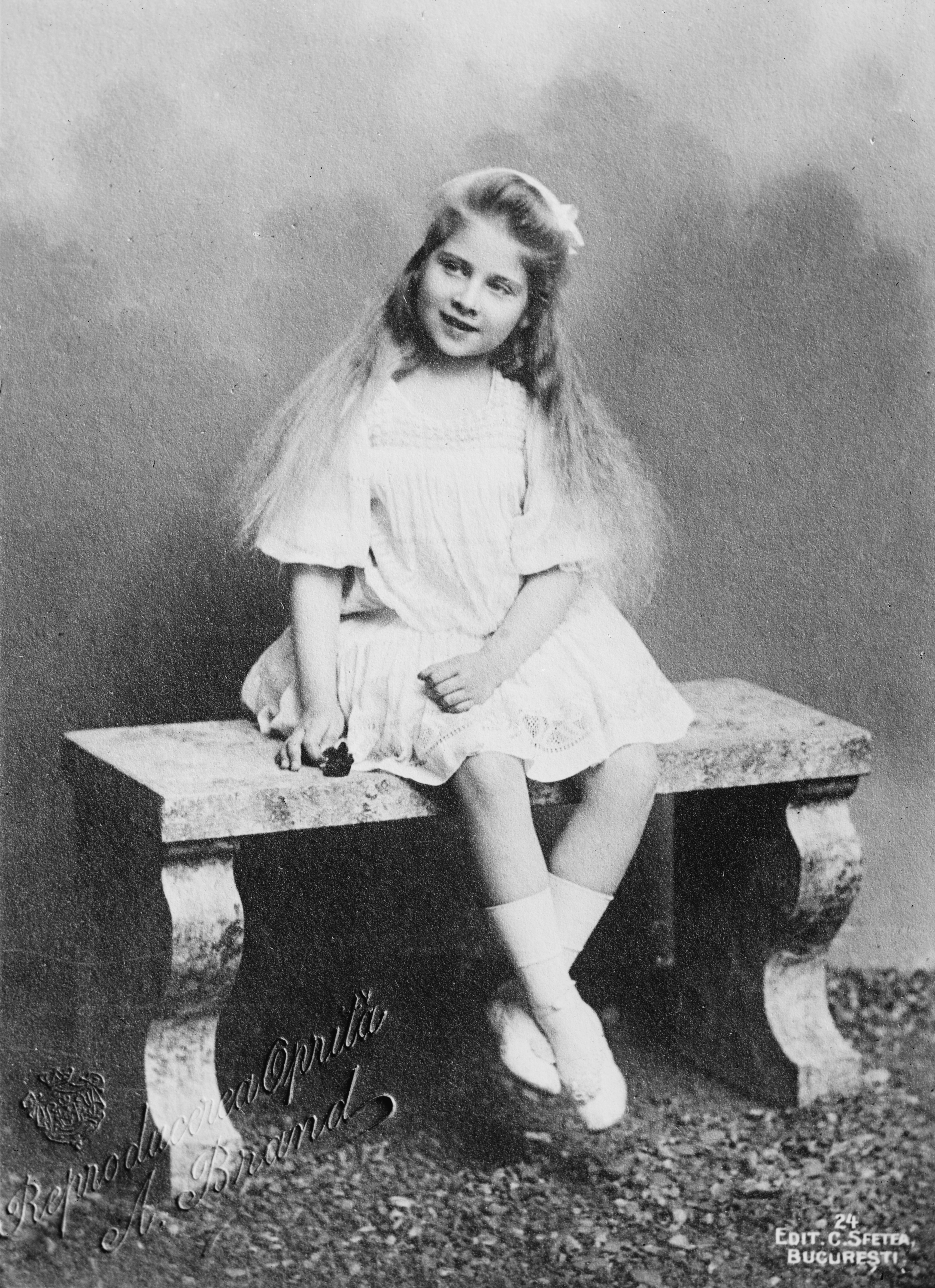
Maria na infância

A princesa Maria, apelidada de "Mignon", nasceu em Gota na Alemanha, no dia 6 de janeiro de 1900. Era a terceira filha, a segunda menina, do rei Fernando I e da rainha Maria da Romênia. Pertencia à Casa de Hohenzollern-Sigmaringen através de seu pai, do ramo cadete da Casa de Hohenzollern. Era descendente do imperador Pedro I do Brasil na linhagem masculina, através de sua filha a rainha Maria II de Portugal. Sua mãe, nascida princesa Maria de Edimburgo, era filha de Alfredo, Duque de Saxe-Coburgo-Gota, segundo filho da rainha Vitória do Reino Unido, e da grã-duquesa Maria Alexandrovna da Rússia, filha do czar Alexandre II da Rússia.
Havia rumores de que o grão-duque Boris Vladimirovich da Rússia, primo da rainha, era o verdadeiro pai de "Mignon", pois a paternidade da princesa era tida como um "segredo público". Maria insultava frequentemente o marido, dizendo-lhe que Boris era, de fato, o pai da criança.

### Casamento

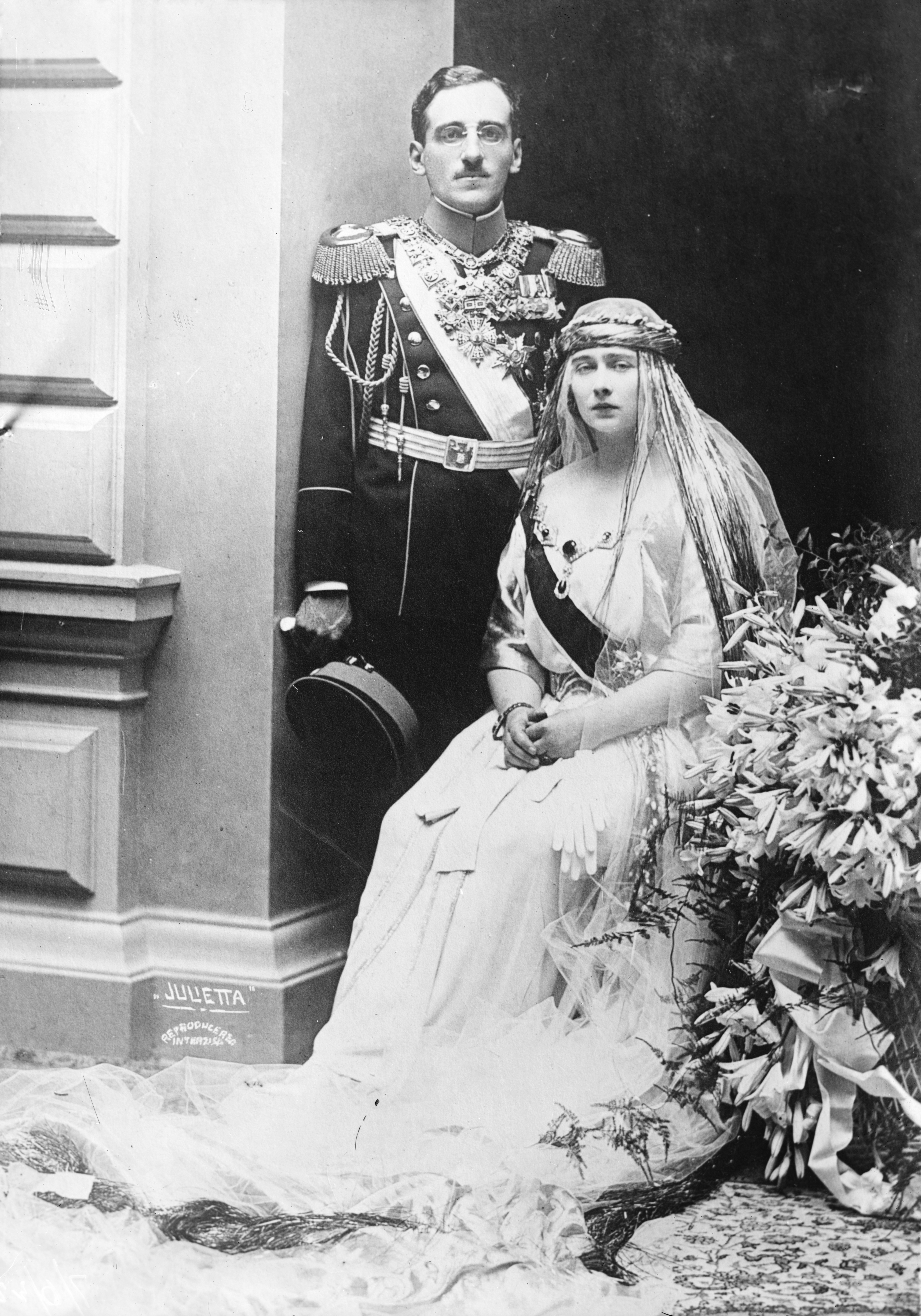
Maria e Alexandre em seu casamento

A família real romena costumava passar o verão e as férias no Castelo de Peleș, perto da cidade de Sinaia. No Natal de 1922, o rei dos sérvios, croatas e eslovenos, Alexandre I, também era hóspede dos reis. Maria e Alexandre se apaixonaram imediatamente e, no aniversário da menina, o rei Fernando consentiu com a união.
Em 8 de junho de 1922 , o casamento foi celebrado na catedral de São Miguel Arcanjo em Belgrado, evento que também teve grande importância política nas relações internacionais da época; o padrinho do casamento foi o Duque de Iorque, representando a coroa britânica com a qual Maria era aparentada.

### Rainha da Iugoslávia
O casal real passou a residir na propriedade Karađorđević em Oplenac, perto da cidade de Topola, onde o progenitor da família, Jorge Negro, estabeleceu sua sede na revolta contra os governantes turcos e onde o rei Pedro I erigiu o mausoléu real. Enquanto o soberano cuidava dos assuntos de Estado, a rainha se dedicava a obras de caridade, colaborando com o Patriarcado Ortodoxo e com o clero da catedral de Belgrado.
O rei Alexandre I havia planejado a estruturação de uma corte nos arredores da capital, mas, esperando que o projeto fosse concluído, o casal morava no campo; em particular, Maria viveu lá quando o rei estava envolvido em assuntos políticos ou estava no exterior. Em Oplenac, a soberana passava seu tempo com os camponeses locais, que eram em grande parte os servos da propriedade. Costumava colaborar no trabalho no campo e se divertir nas casas de pessoas humildes, vestindo os trajes tradicionais da região. Ela abriu escolas rurais para ensinar crianças camponesas, criou bolsas de estudo para permitir que crianças mais pobres ingressassem na universidade, colaborou com organizações religiosas e criou fundações para ajudar famílias em dificuldade.

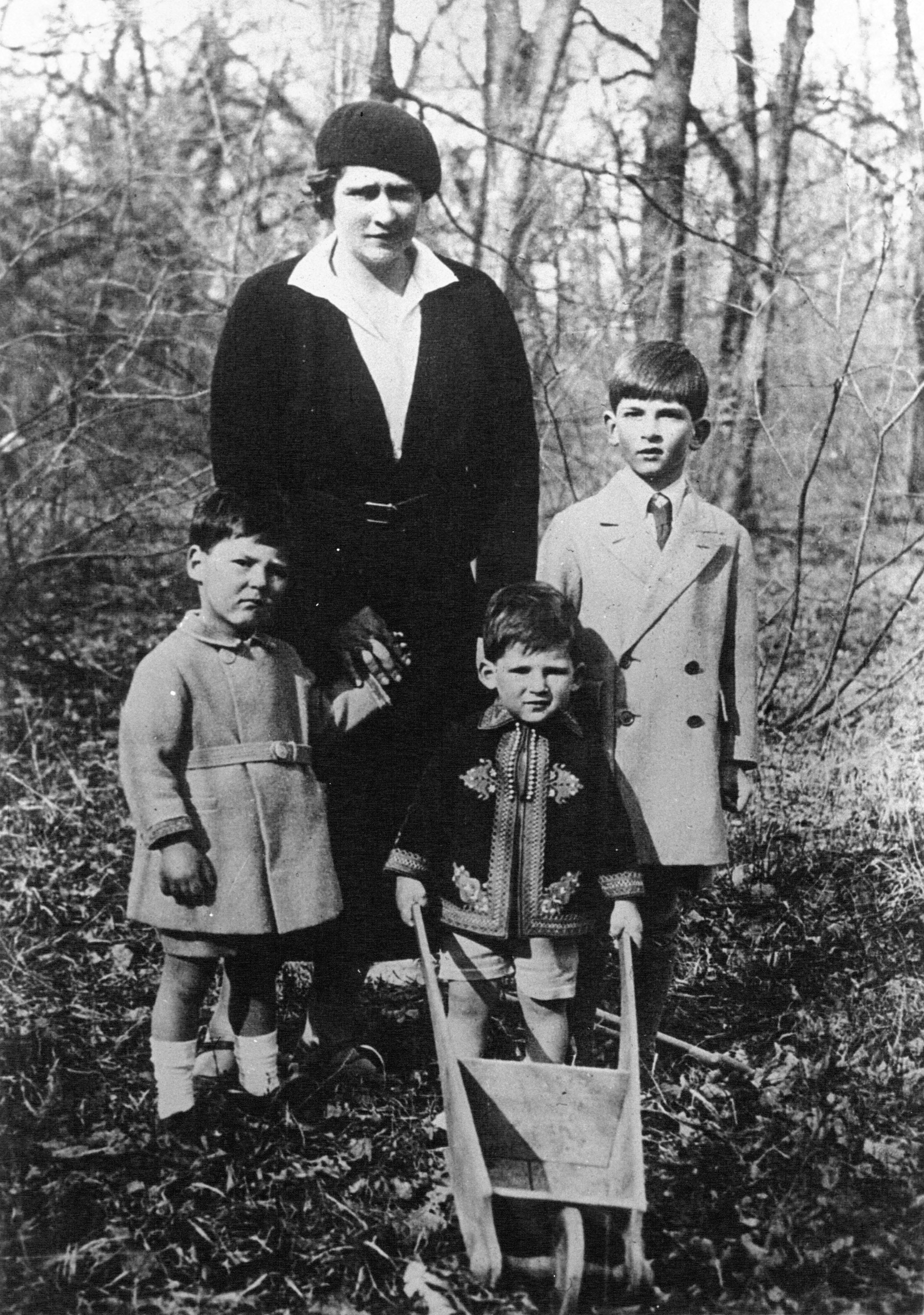
Maria com os filhos

Em 1923 ela deu à luz seu filho Pedro, herdeiro do trono, em 1928, o segundo filho Tomislau e em 1929 o terceiro filho André. Enquanto Pedro adotou o nome de seu avô paterno, um nome típico da dinastia Karađorđević e amplamente utilizado pelo povo sérvio, o príncipe Tomislau recebeu um nome croata e André um esloveno, para enfatizar a unidade da Iugoslávia e a consideração de que a realeza família tinha para com todos os povos do reino.
Mesmo depois que a família real se mudou para o Palácio Real de Dedinje em Belgrado, Maria e Alexandre muitas vezes ficavam na propriedade de Oplenac, onde a rainha deixava seus filhos cuidarem de crianças camponesas. A sua dedicação aos pobres e a vida humilde que ela própria levava fizeram com que imediatamente se tornasse muito popular entre os seus súbditos e também aumentasse a popularidade do seu marido com quem, em várias ocasiões, mesmo na companhia de crianças, fazia passeios ou viagens para as várias cidades iugoslavas para atender a população.
Em 9 de outubro de 1934, durante uma visita de Estado a Marselha, o rei Alexandre foi assassinado por um revolucionário búlgaro afiliado a uma organização separatista macedônia. Seu filho Pedro ainda era menor de idade e não poderia suceder seu pai. Maria continuou a cuidar da educação de seus filhos e protegeu os direitos hereditários de Pedro durante a regência do príncipe Paulo. O regente estabeleceu que uma quantia de 6 milhões de dinares por mês fosse paga como prerrogativa para Maria e os filhos, mas a rainha sempre guardava apenas um quarto para si e pagava o restante para caridade.  Sua primeira aparição pública após a morte do marido foi durante uma campanha de combate à tuberculose; para esta e outras iniciativas de cuidado das crianças, periodicamente doava seu dinheiro e dava seu patrocínio.
O luto pela perda do amado marido contribuiu para prejudicar sua saúde, que já se mostrava fragilizada. Maria sofria de dores nas articulações e estava em tratamento há algum tempo. Em 1938 ele comprou uma casa em Gransden, Bedfordshire, a 60 km ao norte de Londres, para onde se mudou em 1939, levando consigo os filhos mais novos e deixando Pedro em Belgrado. Houve quem dissesse que a rainha havia decidido se retirar devido a fortes desentendimentos com o príncipe Paulo e sua esposa Olga, mas a versão oficial do afastamento era de saúde.
Com a eclosão da Segunda Guerra Mundial, a Iugoslávia declarou sua neutralidade, mas em 25 de março de 1941, o príncipe Paulo aderiu ao Pacto Tripartite ao lado da Itália e da Alemanha. Para isso, o herdeiro do trono deu um golpe em 27 de março e assumiu o poder. Em 6 de abril, a força aérea alemã bombardeou Belgrado; Pedro II refugiou-se no exterior e em junho chegou a Londres com os membros do governo.

### Exílio e morte

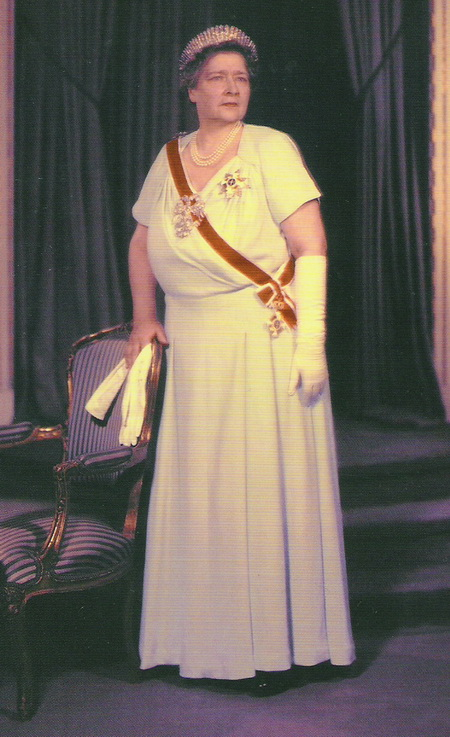
Maria no exílio na Inglaterra

Incapaz de fornecer apoio pessoal ao seu povo durante a Guerra Mundial, a rainha Maria colaborou com a Cruz Vermelha para enviar alimentos e roupas para prisioneiros iugoslavos em campos de prisioneiros na Alemanha, Itália, Polônia e Noruega. Para não deixar as autoridades nazistas saberem que um membro da família real estava enviando a ajuda, os pacotes indicavam Mary Djordjevic como remetente, mas os prisioneiros entenderam que era ela. Ela optou por não aproveitar seus privilégios como membro colateral da família real britânica e como hóspede da casa real inglesa, e vivia do pouco que podia comprar para se alimentar, como fazia a população em tempos de guerra.
Em 29 de novembro de 1945, a assembléia constituinte da recém- formada República Federal Socialista da Iugoslávia declarou a monarquia abolida: Pedro II se estabeleceu nos Estados Unidos, enquanto Maria permaneceu na Inglaterra; em 1946 deixou a propriedade em Bedfordshire e comprou uma casa em Kent, onde foi morar com os filhos Tomislau e André, levando uma vida de aposentada, trabalhando no campo, alternando com estadias em Londres, onde comprou uma casa no Bairro de Chelsea. Apaixonada pela arte, aos 50 anos matriculou-se na Byam Shaw School of Art e se dedicou à pintura e escultura, expondo seus trabalhos em exposições.
Ele continuou a manter relações de colaboração com a Cruz Vermelha e várias organizações de caridade no Reino Unido, financiou a Igreja Ortodoxa Sérvia de St Sava em Londres e colaborou com o clero ali presente para as necessidades da comunidade iugoslava na Grã-Bretanha.
Sua saúde continuou a ser prejudicada por dores nas articulações e reumatismo. Maria morreu no exílio em Londres a 22 de junho de 1961, aos 61 anos de idade e, foi sepultada no Cemitério Real de Frogmore em Windsor.
Em 2013, seus restos mortais foram repatriados da Inglaterra para a Igreja de São Jorge, Topola, Sérvia.

## Títulos e estilos

Monograma real de Maria

- 6 de janeiro de 1900 – 8 de junho de 1922: "Sua Alteza Real, a Princesa Maria da Romênia"
- 8 de junho de 1922 – 3 de outubro de 1929: "Sua Majestade, a Rainha dos Sérvios, Croatas e Eslovenos"
- 3 de outubro de 1929 – 9 de outubro de 1934: "Sua Majestade, a Rainha da Iugoslávia"
- 9 de outubro de 1934 – 29 de novembro de 1945: "Sua Majestade, a Rainha Mãe da Iugoslávia"
- 29 de novembro de 1945 – 22 de junho de 1961: "Sua Majestade, a Rainha Maria da Iugoslávia"

### Honras
- Dama Grã-cruz da Ordem da Coroa da Romênia
- Dama Grã-cruz da Ordem da Estrela de Karađorđević
- Grande Cruz da Legião de Honra (1959)

## Descendência
| Nome              | Nascimento            | Morte                 | Notas |
| ----------------- | --------------------- | --------------------- | --- |
| Rei Pedro II      | 6 de setembro de 1923 | 3 de novembro de 1970 | Casou-se com Alexandra da Grécia e Dinamarca em 1944, com descendência. |
| Príncipe Tomislau | 19 de janeiro de 1928 | 12 de julho de 2000   | Casou-se com Margarida de Baden em 1957, com descendência. Casou-se com Linda Mary Bonney em 1982, com descendência.                                                                         |
| Príncipe André    | 28 de junho de 1929   | 7 de maio de 1990     | Casou-se com Cristina Margarida de Hesse em 1956, com descendência. Casou-se com Kira de Leiningen em 1963, com descendência. Casou-se com Eva Maria Andjelkovich em 1974, sem descendência. |